# Veľké Kršteňany
Veľké Kršteňany és un poble i municipi d'Eslovàquia que es troba a la regió de Trenčín.

## Història
La primera menció escrita de la vila es remunta al 1271.

## Demografia
| Godina             | 1994 | 2004   | 2014   | 2024   |
| ------------------ | ---- | ------ | ------ | ------ |
| Nombre de persones | 595  | 621    | 607    | 574    |
| Diferència         |      | +4,36% | −2,25% | −5,43% |

| Godina             | 2023 | 2024   |
| ------------------ | ---- | ------ |
| Nombre de persones | 592  | 574    |
| Diferència         |      | −3,04% |